# 김호경 (1878년)
김호경(金皓經, 1878년 ~ ?)은 대한제국 독립운동가이다. 아명(兒名)은 김가을(金街釔)이며 1881년에 김호경(金皓經)으로 개명하였다. 호(號)는 이현(泥峴).

## 생애

### 일생
한성부의 중인 집안에서 출생한 그는 1899년에서 1901년까지 강원도 평강군 예하 군서기관(대한제국 하급 관료) 직책을 지낸 그는 1901년에 대한제국 하급 관료 직책을 사퇴 후 6년이 지난 1907년 경기ㆍ충청ㆍ전북ㆍ경북 등지에서 김동신(金東臣)과 함께 의병 400여 명을 이끌고 활동하였다.
1907년 대한제국 고종 황제가 강제 퇴위하고 대한제국 순종 황제가 등극하였지만 결국 대한제국 군대가 해산되면서 해산 군인을 중심으로 정미 의병 항쟁 활동이 시작되었다. 당시 김호경은 '국가의 위기이니만큼 나라를 위하여 목숨을 바치겠다'는 뜻의 격문을 사방에 알려 의병 50여 명이 모이자, 김동신 등과 연합하여 4백여 명으로 의진을 개편하였다.
김동신 등과 함께 1907년 6월경부터 음력 9월까지 경기ㆍ충청ㆍ전북ㆍ경북 등지에서 활동했다. 1907년 7월 30일 수십 명의 의병을 거느리고 충북 음성군(陰城郡) 동도면(東道面) 기곡리(基谷里)에서 군자금을 모집했다. 1907년 음력 9월 2일경 전북 장수군(長水郡) 내에서 일제 토벌대와 전투를 벌였으며, 같은 달 6일경에는 경상북도 상주군(尙州郡) 일대에서 일제 수비대와 약 2시간 동안 격전을 벌이는 등의 활동을 전개하며 일제에 항거하다가 1908년 2월 체포되었다.
1909년 8월 20일 충청남도 공주지방재판소 충청북도 청주지소에서 이른바 내란 및 강도죄로 종신유형(終身流刑)을 받았으며 1910년 8월 21일을 기하여 대사령(大赦令)으로 석방되었다.

## 사후
대한민국 정부에서는 선생의 공훈을 기리고자 2015년 3월 1일을 기하여 대한민국 건국훈장 애족장을 추서하였다.